# Sterigmapetalum guianense
Sterigmapetalum guianense är en tvåhjärtbladig växtart. Sterigmapetalum guianense ingår i släktet Sterigmapetalum, och familjen Rhizophoraceae.

## Underarter
Arten delas in i följande underarter:
- S. g. guianense
- S. g. ichunense